# Batalla del eclipse
La batalla del Eclipse o batalla de Halys se libró entre los medos y los  lidios a principios del siglo VI a. C. El resultado fue un empate que llevó a ambas partes a negociar un tratado de paz y a poner fin a una guerra de seis años. Según Heródoto, la aparición de un eclipse solar en el momento de la batalla fue interpretada como un presagio, e interrumpió la batalla.

## Antecedentes
Lidia acogió a unos pastores escitas que pidieron refugio que eran perseguidos por Ciaxares, rey de Media. Aliates, rey de Lidia se negó a entregarlos originándose una guerra. Esta guerra duró cinco años. De los movimientos no sabemos mucho, solo que " la victoria se declaró alternativamente por unos y otros." 

## La batalla
Heródoto escribe que en el sexto año de la guerra, los lidios al mando del rey Aliates y los medos al mando de Ciaxares estaban enfrascados en una batalla indecisa cuando de repente el día se convirtió en noche, lo que llevó a ambas partes a detener la lucha y negociar un acuerdo de paz. Sin embargo, no menciona el lugar de la batalla.

En las diferentes batallas que se dieron, hubo una nocturna en el año sexto de la guerra que ambas naciones proseguían con igual suceso, porque en medio de la batalla misma se les convirtió el día repentinamente en noche; mutación que Thales Milesio había predicho a los jonios, fijando el término de ella en aquel año mismo en que sucedió. Entonces lidios y medos, viendo el día convertido en noche, no solo dejaron la batalla comenzada, sino que tanto los unos como los otros se apresuraron a poner fin a sus discordias con un tratado de paz.
 Heródoto: Historias, Libro I, LXXIV.

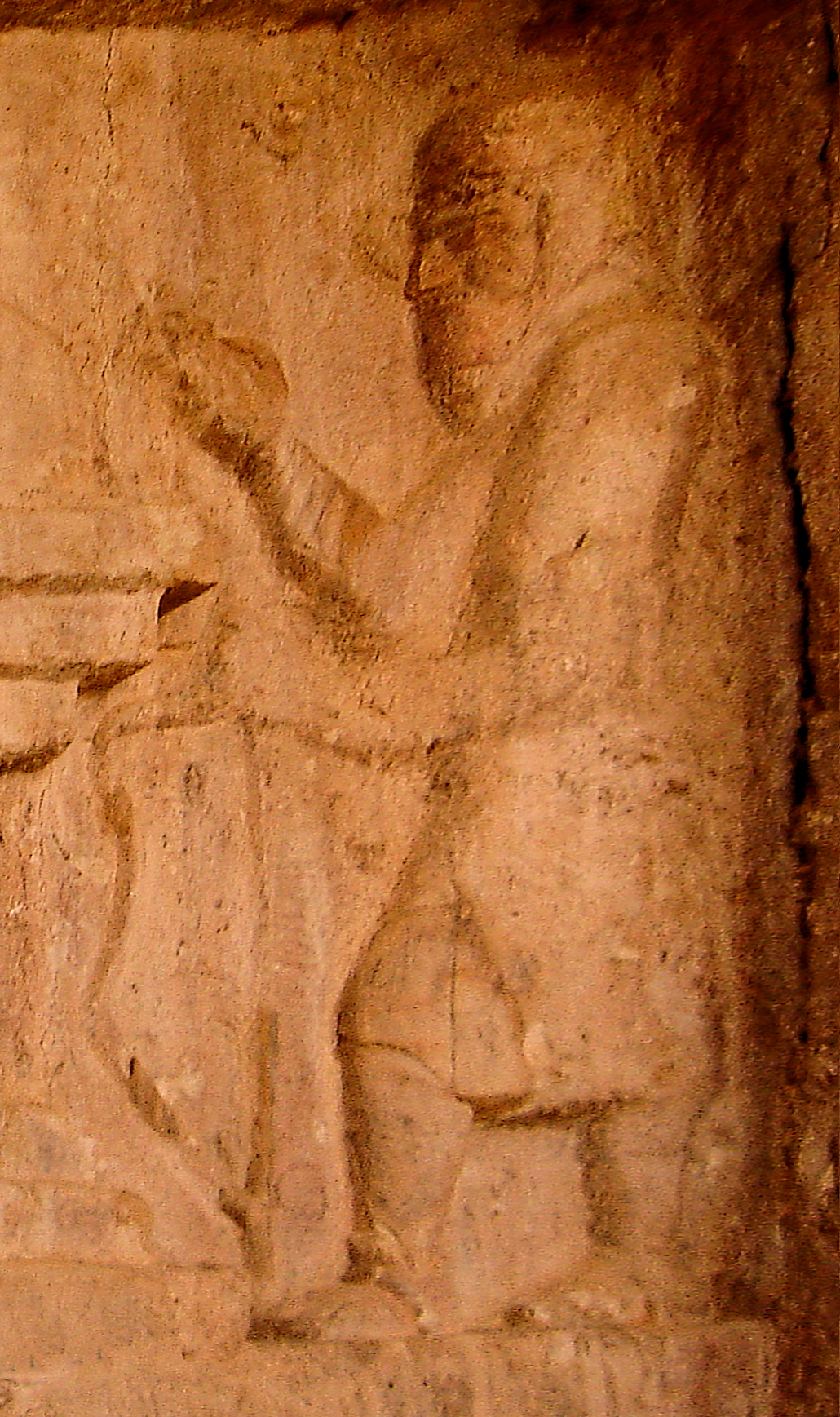
Tumba de Qyzqapan, probable relieve de Cyaxeres (detalle).

Como parte de los términos del acuerdo de paz, la hija de Alyattes Aryenis fue casada con el hijo de Cyaxares Astiages, y el río Halys fue declarado como la frontera de las dos naciones en guerra.

## El eclipse
Heródoto menciona que la pérdida de la luz del día había sido predicha por Tales de Mileto. Cicerón menciona que Tales fue el primer hombre en predecir con éxito un eclipse solar durante el reinado de Astiages. Plinio el Viejo menciona también que Tales había predicho un eclipse solar durante el reinado de Alyattes. Si se lee la descripción de Heródoto del evento como un eclipse solar, entonces, basándose en los cálculos astronómicos modernos, se puede identificar con el eclipse solar del 28 de mayo de 585 a. C., el eclipse de Tales, dando así la fecha exacta de la batalla. Para la ubicación de la batalla, algunos estudiosos suponen que el río Halys (hoy río Kızılırmak), ya que estaba situado en la región fronteriza entre ambos reinos. Como señaló Isaac Asimov, este sería el primer eclipse del que se tiene constancia cuya fecha se determinó con exactitud antes de que ocurriera.
Sin embargo, dicha lectura es, por diversas razones, bastante problemática y, por tanto, discutida por diversos estudiosos. Por ejemplo, los conocimientos astronómicos conocidos de la época no eran suficientes para que Tales pudiera predecir el eclipse. Además, el eclipse habría ocurrido poco antes de la puesta de sol en cualquier lugar plausible de la batalla, y era muy poco común que las batallas tuvieran lugar a esa hora del día. Además, basándose en la lista de reyes medos y en la duración de su reinado, según Heródoto, Ciaxares murió 10 años antes del eclipse.
Según la NASA, el pico del eclipse se ubicó sobre el océano Atlántico a 37 ° 54 ′ N, 46 ° 12 ′ W y la zona de sombra alcanzó el suroeste de Anatolia por la noche. El río Halys se encuentra dentro del margen de error delta-T. El mapa global de este eclipse se puede ver en Internet.

## Consecuencias
La firma de paz terminó con el acuerdo de matrimonio entre Arienis, la hija de Aliates; y Astiages, el hijo de Ciaxares.

Los intérpretes y medianeros de esta pacificación fueron Syémnesis el Cilice, y Labyneto el Babilonio; los cuales, no solo les negociaron la reconciliación mutua, sino que aseguraron la paz, uniéndolos con el vínculo del matrimonio; pues ajustaron que Aliates diese su hija Aryénis por mujer a Astiages, hijo de Ciaxares. Entre estas naciones las ceremonias solemnes de la confederación vienen a ser las mismas que entre los griegos, y solo tienen de particular que, haciéndose en los brazos una ligera incisión, se lamen mutuamente la sangre.
 Heródoto: Historias, Libro I, LXXIV.

Este enlace emparentaría ambas casas reales. Cuando Ciro el grande tomo Media, capturó a Astiages. Esto generaría resentimiento en Creso, ya que Astiages era su pariente. Este, junto al mensaje del oráculo, motivaron a Creso a atacar a Ciro II, iniciando una guerra que terminaría con el reino de Lidia tomado por los persas.